# 巴州古城
巴州古城，位于中国甘肃省瓜州县，为一个省级文物保护单位，类型为古遗址。
巴州古城的历史年代为汉至晋。